# Школа лихослів'я (фільм)
«Школа лихослів'я» (рос. Школа злословия) — радянський фільм-спектакль 1952 року за однойменною комедією Річарда Шерідана. У постановці брали участь актори Московського художнього театру.

## Сюжет
«Школа лихослів'я» являє собою комедію звичаїв і є сатирою на англійське аристократичне суспільство XVIII століття. У центрі оповідання: взаємини недавньої провінціалки, а нині леді Тізл (дружини сера Пітера Тізла) — з більш досвідченими членами салону леді Сніруел («школи лихослів'я»). Леді Тізл із задоволенням опиняється залученою в життя вищого світу, але згодом виявляє, що сама стає жертвою інтриг. Автор, Річард Шерідан, відходить у цій п'єсі від традиційного для XVIII століття сентименталізму — у творі є вже багато рис реалізму драматургії XIX століття.

## У ролях
- Михайло Яншин —  Сер Пітер Тізл
- Ольга Андровська —  Леді Тізл
- Анатолій Кторов —  Джозеф Серфес
- Павло Массальський —  Чарльз Серфес
- Володимир Єршов —  Сер Олівер Серфес
- Тамара Міхєєва —  Марія
- Марія Дурасова —  Леді Сніруел
- Євдокія Алєєва —  місіс Кендер
- Володимир Попов —  Сер Бенджамін
- Григорій Конський —  містер Кребтрі
- Євген Калужський —  Гаррі Бемпер
- Олександр Коміссаров —  Кейрлесс
- Олексій Жильцов —  Рауль
- Василь Марков —  Снейк
- Олександр Карєв —  Мозес
- Леонід Єремєєв —  Трік
- Максим Чєрнобровцев —  Вільям

## Знімальна група
- Автор сценарію: Михайло Лозинський
- Режисери вистави:
  - Микола Горчаков
  - П. Ларгін
- Режисер фільму:
  - Абрам Роом
- Оператори:
  - Михайло Гіндін
  - Володимир Ніколаєв
- Композитор: Дмитро Кабалевський
- Художник-аніматор: Микола Акімов
- Звукооператор: М. Тімарцев
- Директор: Михайло Левін